# René Adler
René Adler (født 15. januar 1985 i Leipzig, Østtyskland) er en tysk fodboldspiller, der spiller for Bundesliga-klubben Mainz 05. Han har tidligere spillet for Hamburger SV og Bayer Leverkusen. Han fik sin Bundesliga-debut for Bayer Leverkusen den 25. februar 2007 i en kamp mod Schalke 04.

## Landshold
Adler står (pr. april 2018) noteret for tolv kampe for Tysklands landshold, som han debuterede for den 11. oktober 2008 i en kamp mod Rusland. Inden da havde han allerede, som reserve, været en del af den tyske trup der nåede finalen ved EM i 2008 i Portugal.